# 犬食文化

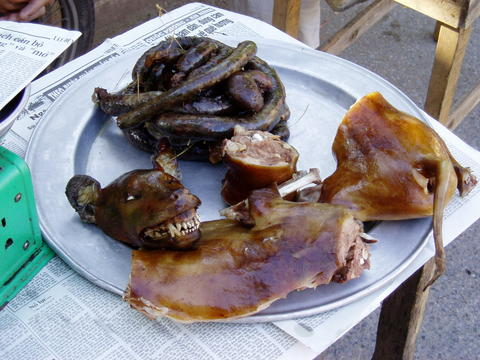
東南アジアの市場で販売される犬肉

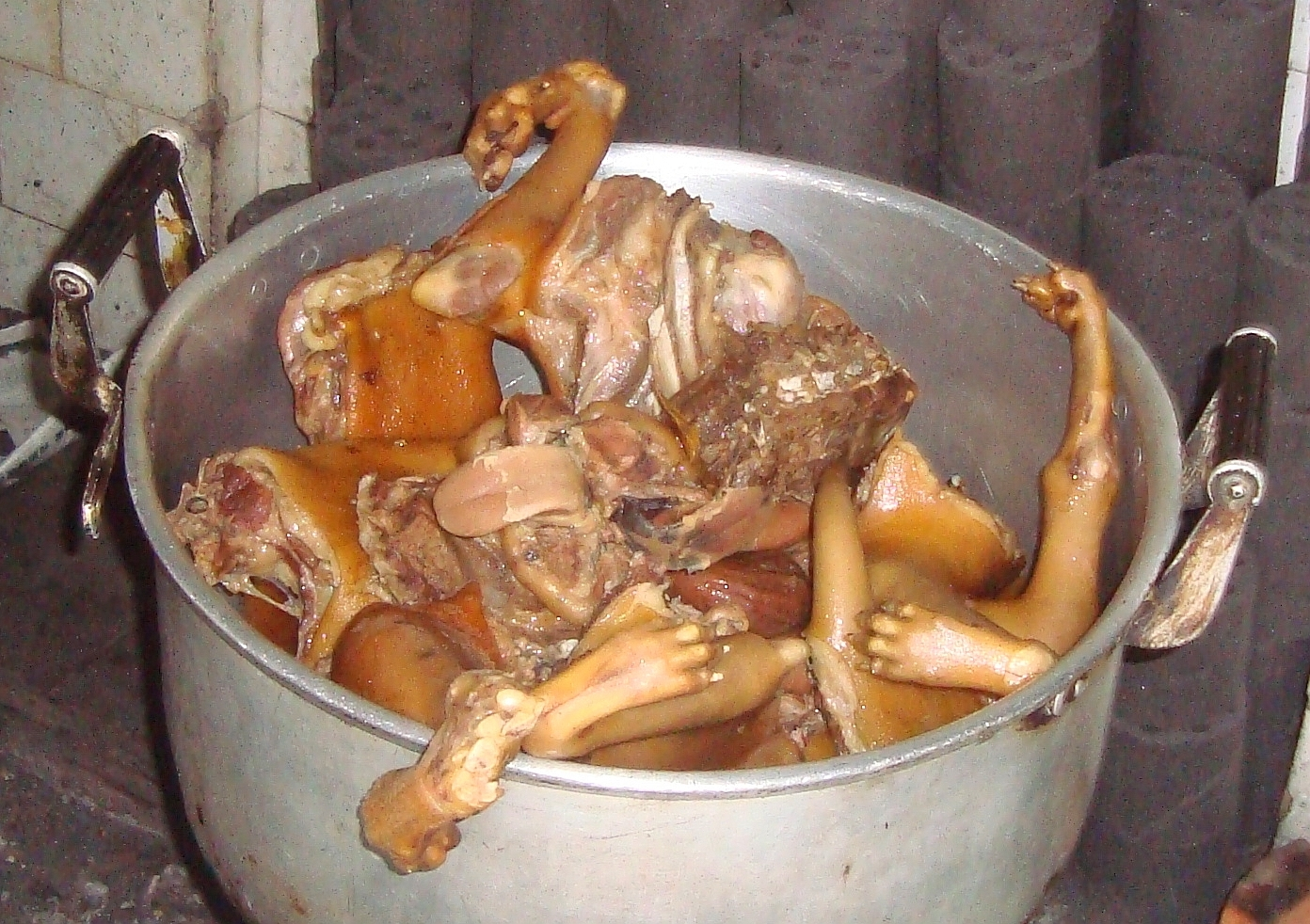
東南アジアの犬鍋

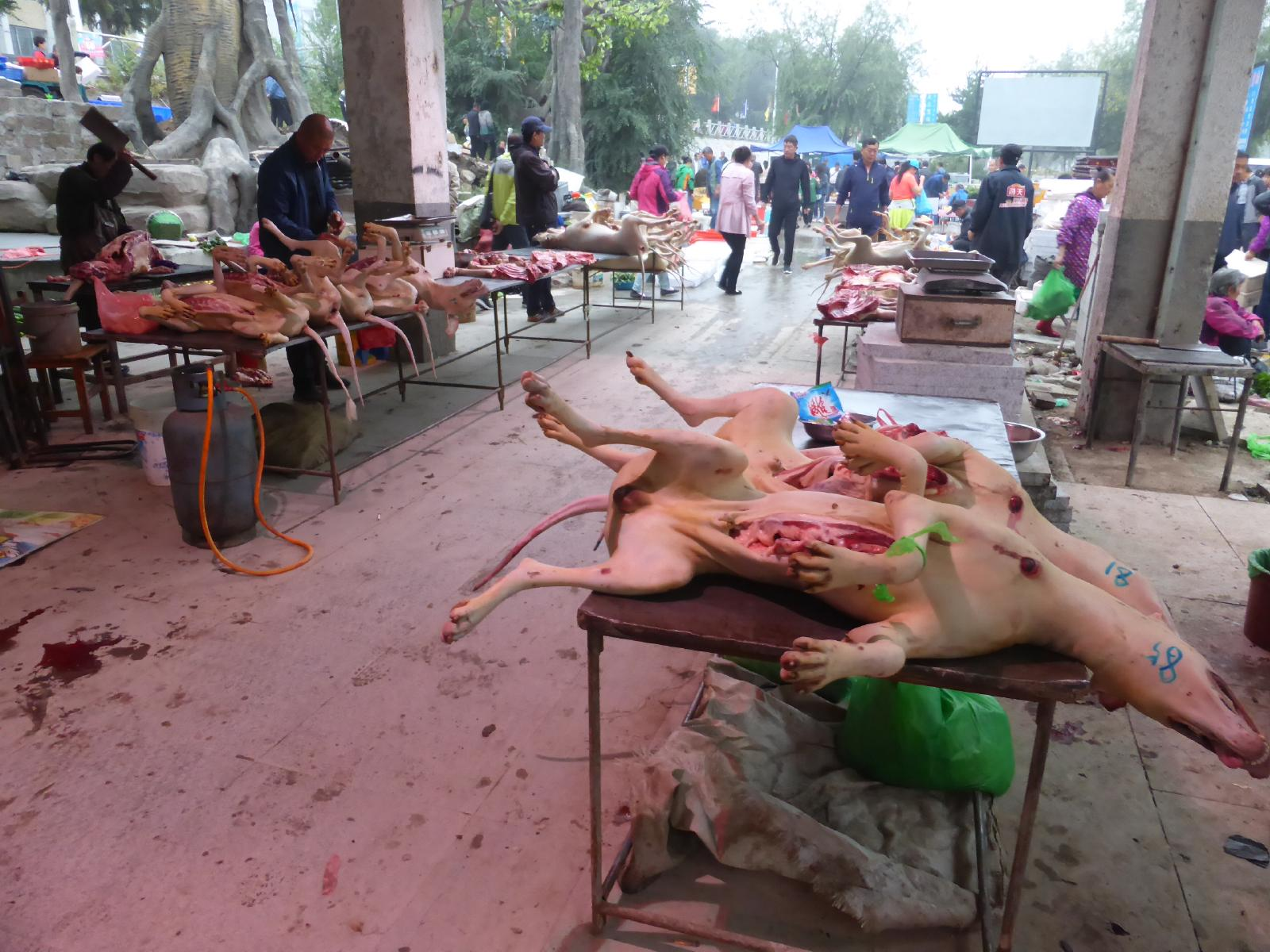
延辺朝鮮族自治州の延吉市の朝市の様子

犬食文化（けんしょくぶんか、食犬とも）とは、食用として犬を飼育してその肉を食べる習慣、及び犬肉料理の文化の事である。
中国、東南アジア、朝鮮半島の市場では、内臓を除去しただけの姿や解体した形状で、犬肉が販売されている傾向にある。屠殺法・調理方法は国によって様々である。香港、フィリピン、台湾、タイ、シンガポールなどでは犬肉禁止令が施行。犬食・犬の食用飼育自体は合法な国でも、犬の死体をエサにすること、他の犬の目の前で屠殺すること、虐待で屠殺することを禁止している場合がある。
世界で食用目的にされている犬は、1年間で約2000万～3000万頭とされている。

## 東アジア・東南アジアの犬食文化

### 中国

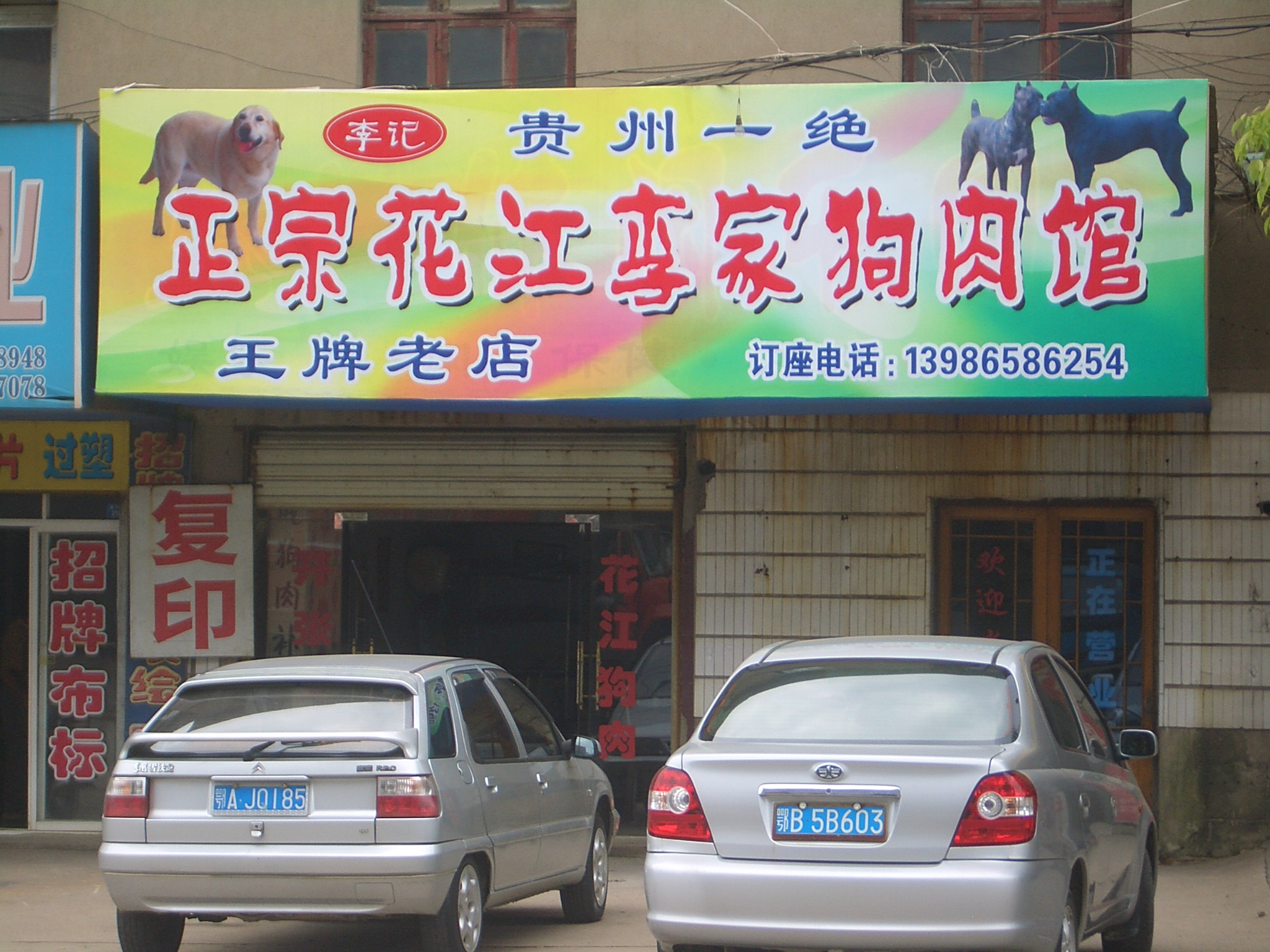
湖北省の犬肉店（貴州省花江の名物と宣伝されている）

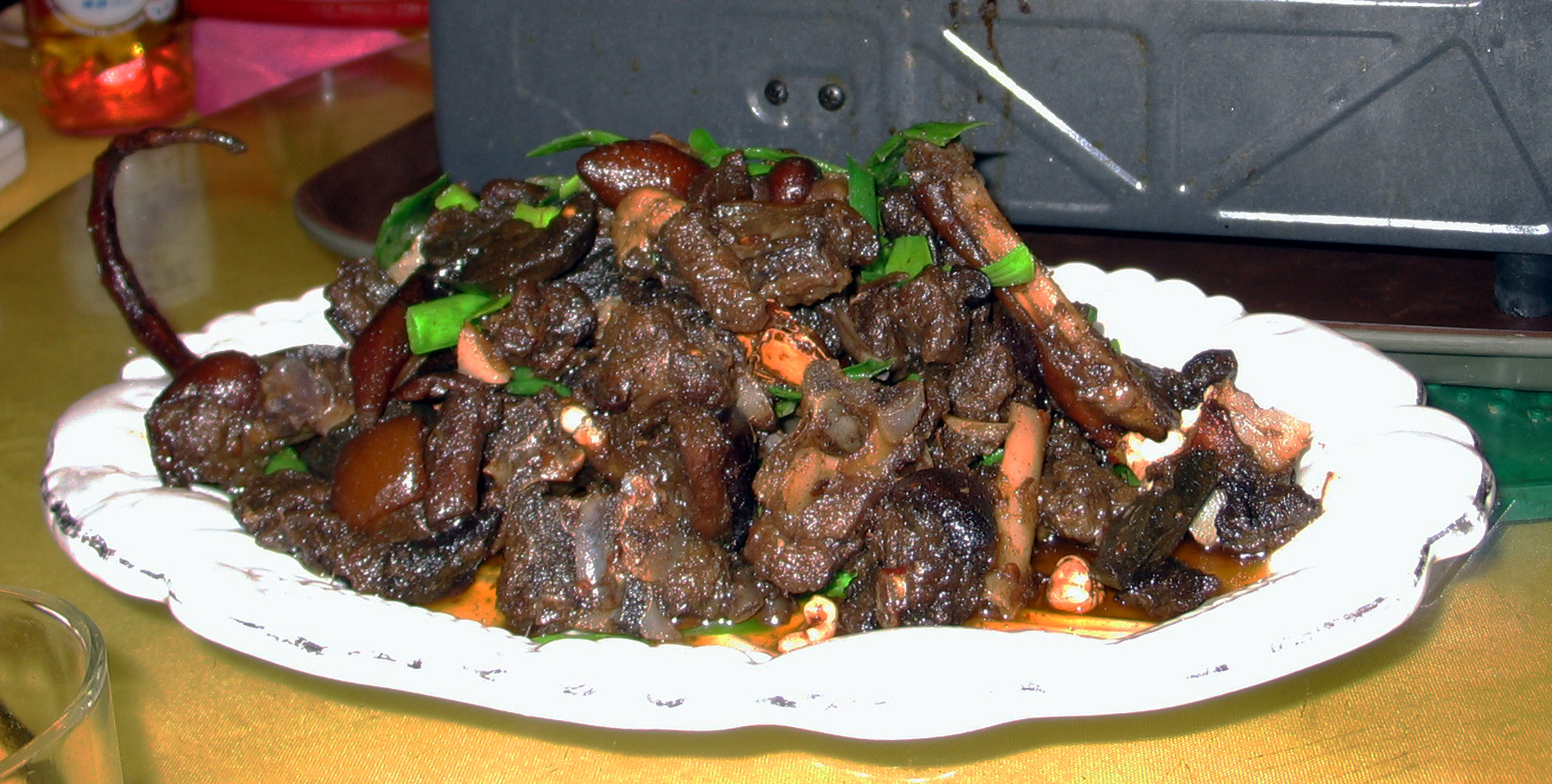
広西狗肉料理

中国の新石器時代の遺跡からは、犬の骨が大量に出土している。これは犬を食用として大量に飼育していたためである。黄河流域にも長江流域にも犬食文化は存在した。古代中国で犬肉を食べていた事実は、前漢の高祖に仕えた武将樊噲がかつて犬の屠畜を業としていたことや、「狡兎死して走狗烹らる」（前漢『史記』）、「羊頭狗肉」（南宋『無門関』）などの諺からもうかがえる。
しかし、狩猟や遊牧を主たる生業とする北方民族は、犬を狩猟犬として、或いは家族や家畜群を外敵から守る番犬として飼っており、犬肉を食べない。こうした犬は生業や家族の安全に寄与する生活の仲間であり、家族同様だったからとする見方がある。華北では、五胡十六国時代に鮮卑など北方遊牧民族の支配を受けた影響から、犬食に対する嫌悪感が広まった。北方民族が入らなかった南朝でも、5世紀頃から犬を愛玩用として飼う風習が広まり、特に上流階級はペルシャ犬を愛好した。このため、南朝でも犬食を卑しいとする考えが広まり、時代が進むに連れて犬食の風習は廃れていった。また、道教においては、禁葷食である三厭のひとつとされた。但し明代末の『本草綱目』にも犬の記載があり、全く廃れた訳ではなかった。
2014年現在でも中国東北部・南部では犬肉を食べる習慣があり、広東省、広西チワン族自治区、湖南省、雲南省、貴州省、江蘇省等では、広く犬食の風習が残っている。江蘇省沛県や貴州省関嶺県花江、吉林省延辺朝鮮族自治州は犬肉料理で有名な場所である。地名にも養殖場があった場所として、「狗場」等の名が使われている場所が多くある。広東省広州では「狗肉」（広東語カウヨッ）の隠語として「三六」（サムロッ）や「三六香肉」（サムロッヒョンヨッ）と呼ぶが、「3+6=9」で同音の「狗（九）」を表した表現である。おおむね、シチューに似た煮込み料理に加工して食べられる。調理済みのレトルトパックや、冷凍犬肉も流通している。一般に、中国医学では、犬肉には身体を温める作用があると考えられているため、冬によく消費されるが、広西チワン族自治区玉林市では、夏至の頃に「狗肉茘枝節」と称して、犬料理とレイシを食べる行事が行われている。
しかし、中国でも犬肉を食べることへの批判は年々強まっている。中国広西チワン族自治区玉林市で、犬肉を食べる伝統の「犬肉祭り」をめぐり、愛犬家・人気女優が反対しており、食文化だと反論する食堂などとの間で大論争となった。
アメリカの動物愛護団体は、「犬肉祭り」を前に玉林の犬市場から犬を買い取る救出活動も行なっている。
玉林市は「10歩に一軒の犬肉料理店がある」と言われるほど、犬肉食が盛んな地域とされており、犬肉祭りだけで1万匹の犬が食用処理され、表通りでも犬をさばき、至る所に犬の死体が散乱しているなど、規模・残酷さで際立っているとされている。玉林市では犬肉とライチを食べる「玉林ライチ犬肉祭」が1995年から開かれていたが、本物の犬肉だと証明するために業者が客の目の前で犬を殺すため、愛犬家・著名人などから激しい抗議を受けるようになっていた。浙江省金華市では、犬肉祭をめぐって世論の批判を受け、2011年に600年以上続いていた「金華湖犬肉祭」が廃止されている。
中華人民共和国は2018年時点で、世界で最も犬肉の消費量が大きい国家であり、世界で食用に殺される犬は年間2000万～300万頭のうち、1000万頭が中国で処理されているが、不衛生や屠殺方法が国外で問題視されている。
香港
香港では、犬食に嫌悪感の強いイギリス帝国の支配を受けたため、犬は1950年以降、「猫狗条例」により法律で保護されており、犬肉の流通が禁止されている。流通のみならず、犬肉を口にした者も罪に問われ、最大で640米ドル相当の罰金と禁錮6ヶ月となる可能性がある。
チベット
チベットでは、野菜の育ちにくい土地柄から、ヒツジやヤクのほか、犬肉を用いた茹でソーセージが作られている。

### 台湾
台湾では「香肉」という呼び名で好事家の食文化として犬食が存在していた。1962年の映画『世界残酷物語』（グァルティエロ・ヤコペッティ監督作品）には、台湾の犬肉料理店が登場しており、檻に入れられた状態の食用犬にされる犬を見ながら、客が食事をする一幕がある。しかし、2001年1月13日、動物保護法が施行され、食用を目的とした犬や猫の屠殺を禁じられた。2003年12月16日の改正において、販売自体も罰則対象に含まれるようになったことで、台湾で犬食関連が全面禁止される。

### 南北朝鮮
朝鮮半島では、主にヌロンイという品種が食用犬とされている。

#### 大韓民国

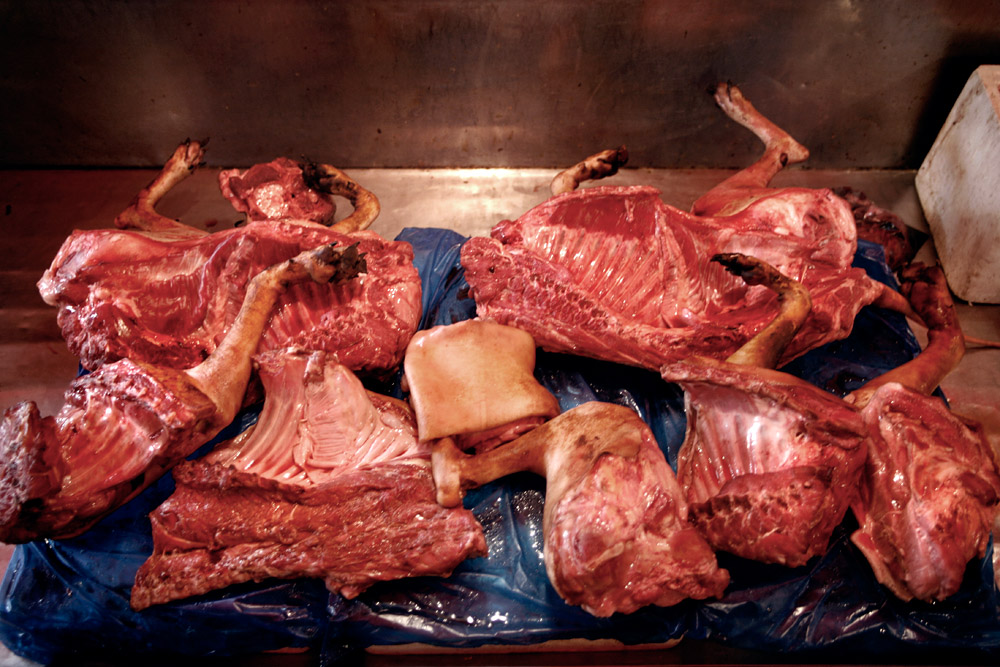
韓国ソウル市内で販売される犬肉

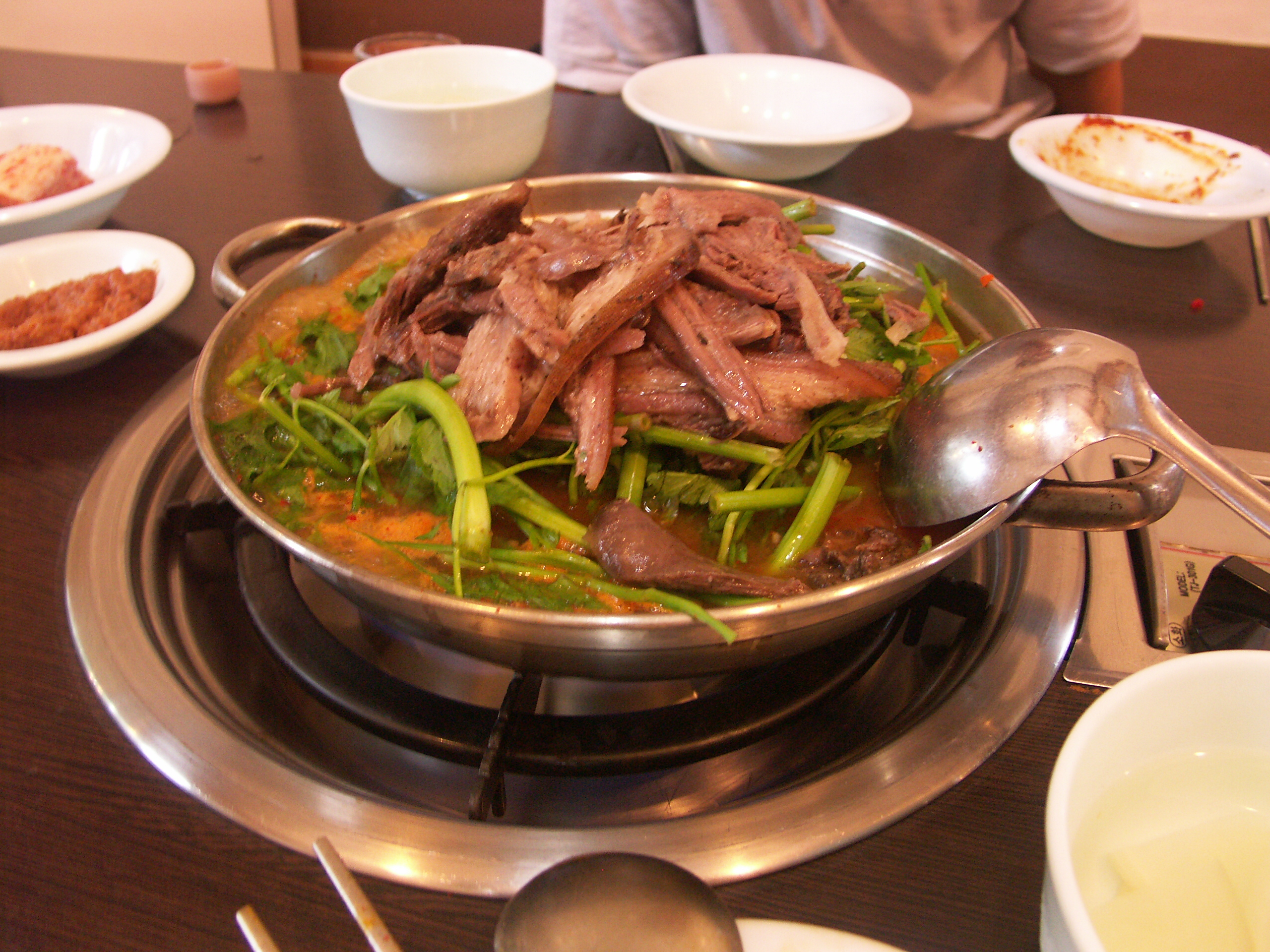
ソウル市内の飲食店で提供される犬鍋

朝鮮半島でも狗肉は新石器時代から食用とされており、犬食は今なおきわめて盛んである。韓国では犬肉を「개고기（ケゴギ）」、北朝鮮では「단고기（タンゴギ）」と言う（「ケ」は犬、「タン」は「甘い」、「ゴギ」は「肉」の意）。犬料理は、滋養強壮、精力増強、美容に良いとされ、陰暦の夏至の日から立秋までの「庚（かのえ）」のつく日の三伏には、犬料理を食べて暑気を払う習慣がある。韓国には患者の手術後の回復のために犬肉を差し入れる習慣がある。
韓国の犬肉料理文化は、犬食の習慣を持たない国から問題視されることがある。韓国では、1988年のソウルオリンピック開催に際して、欧米諸国の批判をかわす為、犬食に対する取締りが行われたが、犬肉料理を愛好する人も少なくない為に、店舗名を変更したり（一見して犬肉料理店とわからないような名称にする）大通りから裏通りへ遠ざけられて黙認された。2002年のFIFAワールドカップの際には、FIFAが「犬肉を追放してほしい」と韓国政府に要請してきたが、FIFAの副会長でもあるチョン・モンジュンは拒否した。2006年、韓国国務調整室が行なった調査によると年間200万頭の犬が食べられていた。2008年の調査によると、ソウル市内だけで530店の食堂が犬食を扱っている。違法のため、当局による衛生管理が行なわれておらず社会問題化した。
2008年4月には、ソウル特別市当局が正式に犬を嫌悪食品とする禁止令を撤廃し、食用家畜に分類する発表を行った。これに対し韓国国内の動物愛護団体が反発を強めている。動物愛護団体は城南市で狭い檻に入り犬食文化の反対運動を行なった。なお、韓国の法制度では、犬は「家畜」として扱われておらず、犬肉の流通・販売は違法でも適法でもない不明瞭な状態となっている。 
2014年時点でソウル新聞によると販売先を裏通りなど隠すように、年間200万頭の犬が韓国で食べられている。2023年度において、韓国の社団法人が韓国人にアンケートを取ったところ、「商用としての犬の飼育・食肉解体・販売を法律で禁じるべきか」という問いに対して、42%が「非常にそう思う」、30.8%が「そう思う」と回答した。「この1年間、犬肉を食べたか」という質問には94.2％が「ない」と答えるなど、犬を食べる文化は韓国で廃れつつあるという見方がある。 
牡丹家畜市場（牡丹伝統市場、京畿道城南市）、亀浦家畜市場（釜山市）、七星市場（大邱市）といった韓国国内の市場らでは、犬鍋(ポシンタン)や犬焼酎だけでなく、犬肉自体も売られてきた。特にこれら3つは「韓国三大犬市場」と呼ばれる。韓国政府調査では、2020年2月時点で犬肉提供飲食店は韓国国内に1600カ所以上、食用犬の飼育農場は1150カ所以上確認されている。2024年1月の報道によると飼育農場には最低でも52万頭以上の食用犬が飼育されている。2022年7月の初伏時点で「犬肉販売市場は一つ(七星市場)を残し、閉鎖された」と報道された。しかし、これは誤報であり、2024年1月9日時点でも京畿道城南市の牡丹伝統市場や七星市場でも犬補身湯（犬鍋）を出す飲食店、犬焼酎だけでなく、犬肉自体も販売されている。
2021年時点で、韓国には数千の犬肉農場があり、約200万頭が飼育されている。しかし、2024年1月9日、食用を目的とした犬の飼育や調理した犬肉の販売などを禁止する「犬食用禁止特別法」が可決した。罰則は法案の公布から3年経過後に施行される予定。犬食禁止法を受け、上記のような犬食関連者への金銭補償・食用犬の処遇が問題になっている。食用犬の処遇は、安楽死か保護施設に送るべきとの意見が出ている。韓国政府は「責任を取るのは農場主」との立場を取っていが、食用犬飼育農場主団体「大韓育犬協会」は犬1頭当たり200万ウォン（約22万円）の補償を韓国政府に要求している。この主張通りに補償した際には、韓国政府は約1兆ウォン（約1000億円）の予算が必要になる 。大韓育犬協会会長は「正当な補償がなければならない」とする部分への削除した法案に反対表明し、「龍山の大統領室前に200万匹の犬を放す」と語った。

#### 北朝鮮
北朝鮮においては、食糧難の中、数少ない蛋白源として犬肉は珍重されている。平壌観光のガイドブックには「朝鮮甘肉店」と記載され紹介されており、案内員に希望すれば朝鮮甘肉店へ連れて行ってもらうことも可能である。なお欧米の批判の影響を受けにくいこともあってか、平壌甘肉店は大通りに面した場所にある。犬は残飯を与えても育つので、家庭で小遣い稼ぎに飼われることがあり、中でも結婚資金を稼ぐために数頭の犬を飼う若い女性を「犬のお母さん」と呼ぶ。育った犬は自由市場で売買される。

### 日本

#### 先史・古代
日本列島では、縄文時代早期から家畜化されたイヌが出現し、縄文犬と呼ばれる。縄文犬の主な用途は猟犬とされており、集落遺跡などの土坑底部から犬の全身骨格が出土する例があり、これを埋葬と解釈し、縄文犬は、猟犬として飼育され、死後は丁重に埋葬されたとする説が一般的になっていた。
しかし、1990年代になって、縄文人と犬との関係について、定説に再考を迫る発見があった。霞ヶ浦沿岸の茨城県麻生町（現：行方市）で発掘調査された縄文中期から後期の於下貝塚からは、犬の各部位の骨が散乱した状態で出土し、特に1点の犬の上腕骨には、解体痕の可能性が高い切痕が確認された。岩手県の蛸ノ浦貝塚など全国各地の遺跡から、狸だけでなく犬・狼・狐なども食べられていた事があると判明している。
弥生時代は、稲作農耕の開始に伴い大陸からブタやイノシシなど新たな家畜が伝来し、犬に関しても縄文犬と形質の異なる弥生犬がもたらされる。弥生時代は犬の解体遺棄された骨格の出土例の報告が多くなる。このため、日本に犬食文化が伝播したのは、縄文文化と別の特徴を持つ弥生時代からと見る意見もある。弥生時代に大陸からの渡来人（ここでは弥生人を指す）が日本に伝来し、これに伴い大陸由来の犬食文化と食用の犬が伝来した可能性も考えられている。
古代には『日本書紀』天武天皇４年（675年）4月17日のいわゆる肉食禁止令で、4月1日から9月30日までの間、稚魚の保護と五畜（ウシ・ウマ・イヌ・ニホンザル・ニワトリ）の肉食が禁止されたことから、犬を食べる習慣があった可能性がある。また、長屋王邸跡から出土した木簡の中に子供を産んだ母犬の餌に米を支給すると記されたものが含まれていたことから、長屋王邸跡では、貴重な米をイヌの餌にしていたらしいが、奈良文化財研究所の金子裕之は、「この米はイヌを太らせて食べるためのもので、客をもてなすための食用犬だった」との説を発表した。以後たびたび禁止令がだされ、表面上は犬食の風習を含め、仏教の影響とともに肉食全般が「穢れ」ることと考えられるようになった。

#### 中世
15世紀に記された相国寺の『蔭涼軒日録』によると、犬追物の後、犬を「調斎」し、蔭涼軒に集まって喫したとある。武士の鍛錬法（場合によっては見せ物にもなった）である犬追物は、広場で放たれた犬を標的として鏑矢で射つものであるが、その後の処理についての記述である。また、犬追物のための犬は、専用に飼育されていたとは限らず、多くは町内や市内といった人間の生活空間の中にいた犬を捕獲することでまかなっていたらしく、それを生業とする専門集団や独自の道具まで存在していた。
また『建内記』（大日本古記録）には「播磨・美作など山名氏領国で山名一党は狩猟を好んで田畑を踏み荒らし、犬を捕らえ終日犬追い物を射、あるいは犬を殺してその肉を食す」という記述もあり、山名一党には犬を撃ち殺して食べる習慣があったことをうかがい知ることができる。
宣教師ルイス・フロイスの『日欧文化比較』（1585年）には「ヨーロッパ人は牝鶏や鶉・パイ・プラモンジュなどを好む。日本人は野犬や鶴・大猿・猫・生の海藻などをよろこぶ」とあり、また 「われわれは犬は食べないで、牛を食べる。彼らは牛を食べず、家庭薬として見事に犬を食べる」という記述がある。

#### 近世
江戸時代に入ると、犬食は武士階級では禁止されたが、庶民や武家の奉公人には食されていた。1608年（慶長13年）、津藩主となった藤堂高虎によって出された「21か条の法度」の中に、「犬を食うことの禁止」が見られる。明石城の武家屋敷跡内のゴミの穴からは刃物による傷のある犬の骨が発見されている。
薩摩にはエノコロメシ（犬ころ飯）という犬の腹を割いて米を入れ蒸し焼きにする料理法が伝わっていた。
「薩摩にては狗の子をとらへて腹を裂き、臓腑をとり出し、其跡をよくよく水にて洗ひすまして後、米をかしぎて腹内へ入納、針金にて堅くくりをして、其まま竈の焚火に押入焼くなり、納置きたる米よくむして飯となり、其色黄赤なり、それをそは切料理にて、汁をかけて食す、甚美味なりとぞ。 是を方言にてはゑのころ飯といふよし。高貴の人食するのみならず、薩摩候へも進む。但候の食に充るは赤犬斗を用るといへり」
アイヌ社会ではイヌの飼育は農業の一部であり、明治政府による同化政策以前は被服の材料、労働力だけでなく、食糧として利用されていた。

#### 近代
山中共古『吉居雑話』には吉原町（現在の静岡県富士市）に住む地蔵堂を守る亜山という僧が、若者らが犬食するのを見て自身も真似をしたとの内容が記される。亜山は世俗を離れし僧とされ、この犬食を聞いた当地の老人らが僧が犬を食すなど以ての外で左様な者に地蔵堂を守らせられないと立腹し、面会し改めさせたとする内容が記されている。犬食をしていた若者らの1人が亜山に犬食を勧めた形であるが、世俗的には犬食を忌避する向きがあったことが記されている。
また戦中・戦後の食糧難の時代に犬を食べたという証言・報道は多数ある。忠犬ハチ公の子孫が盗まれ、鍋物の具になったと、当時の新聞報道が残されており、北海道の浦河でもアイヌ・大和民族関わりなく、冬の食糧不足の時期には、犬を食べたという証言もある。犬肉は行政指導により野獣肉として、家畜の肉とは異なった扱いを受けていた。またノンフィクションライターの上原善広は、北原泰作『賤民の後裔』の内容から明治40年頃の犬肉は県を跨いで鉄道で輸送されており、路地間の交流が県を跨いだものとなっていたと言及している。第二次世界大戦後に食糧事情の改善も伴い、犬食は猫食共々野蛮な文化とみなされ、次第に食べられなくなっていった。なお上原によると沖縄県には、「薬膳料理」として犬や猫が食用肉として扱われていた過去があるとされたが、自身で調査したに際に「かつて食べた」とする情報以上の情報を得られなかった。このことから、沖縄県では絶滅した食文化の可能性があると述べている。

#### 戦後における外国飲食店
農林水産省は食品衛生法に準拠する形で食肉処理業の許可を受ければ、問題なく犬肉の加工や販売をすることが出来るとしており、戦後の日本では、後述のような外国人飲食店向けの食用犬の犬肉が輸入されている。2008年の動物検疫による輸入畜産物食肉検疫数量によると、中華人民共和国から5トン輸入されている。これらの犬肉は、主に中国・朝鮮系の在日本移民を中心に需要があり、大久保・御徒町・猪飼野などのコリアン・タウン、池袋などの中国人が集まるチャイナタウン、アジア料理店で提供されており、日本人も食べることが出来る。
2005年（平成17年）12月に、東京都足立区に住む韓国籍の輸入販売業の男が、朝鮮料理店等に卸す予定で、中国・大連から頭と胴体が切断された冷凍状態で食肉用として輸入し、胴体は食用として売れたが、精力剤などに使う頭部が売れ残ったため処分に困り、東京都葛飾区の東京拘置所の北側にある水路に大量に不法投棄して逮捕された。2005年に食用犬の頭部29個を捨てられた事件の際には、日本で犬食が存在したこと自体が話題になる程、犬食は現代日本では稀な食習慣と報道されている。
なお、2025年（令和7年）時点で2017年（平成29年）にベトナムから20トンが輸入されたのを最後に海外からの犬肉の輸入は途絶えている。

### フィリピン・パラオ
フィリピンやパラオにおいては古来よりタンパク源・またお祝い事のご馳走として、犬肉が食されている（アスカルなど）。

### ベトナム

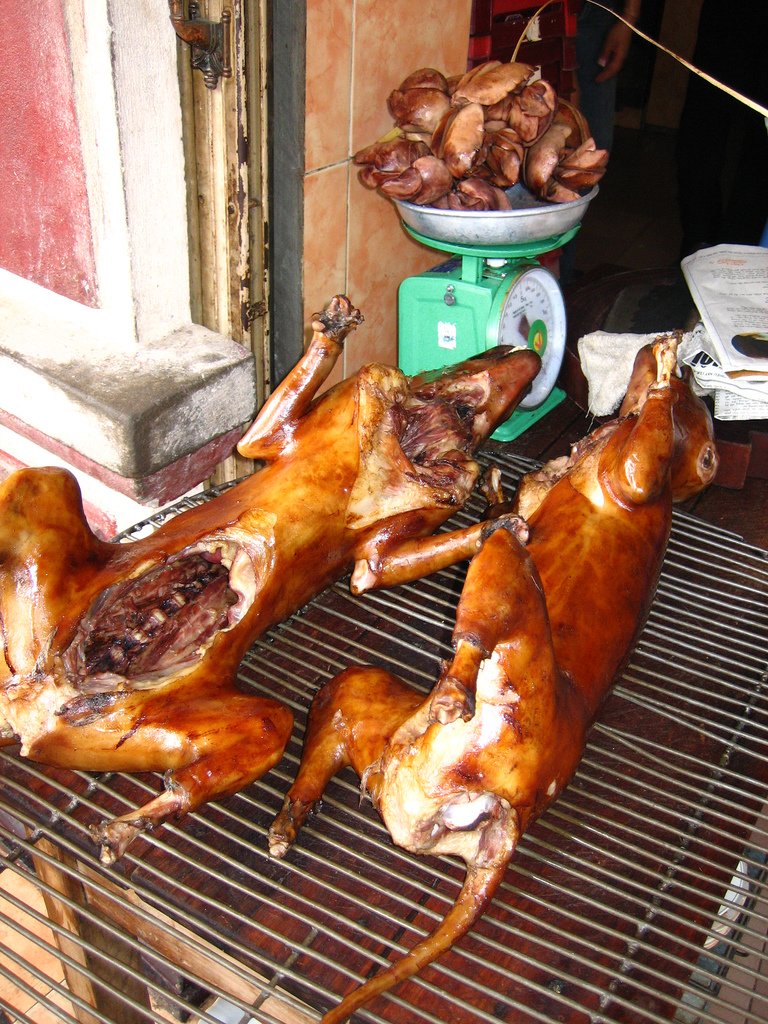
犬の丸焼き

ベトナムで犬肉はthịt chó（ティッチョー）またはthịt cầy（ティッカイ、イタチ肉の場合もある）と呼ばれ、中国の影響で中国南部と似た犬食・野味文化がある。犬肉は幸運をもたらすと考えられている。マムトムという調味料と一緒によく食べられている。
肉に関しては、国内でまかなわれてきたが需要が増えてきたためラオスやカンボジアから輸入される肉も充当されている。ラオスからの肉は、さらに隣国のタイからの密輸品も含まれているとされ、そのタイでは飼い犬がさらわれて多数犠牲となっていることから問題視されるようになった。タイからラオスに向けた密輸出量は、タイの獣医師団体によって年間50万頭と推定されている。犬泥棒も増えており、盗んだ者が憤慨した群衆に殺された事件もある。フーコック島では、希少種であるプー・クォック・リッジバック・ドッグが食べられることもあった。

### インドネシア
インドネシアのバリ島では、古来より大型野生動物が少なく、犬は貴重なタンパク源として食されてきた。スマトラ島のバタック人やアチェ人も犬を食す。

### カンボジア
カンボジアでは、犬の肉は、安価な蛋白源として、低所得者層に人気がある。動物愛護団体「フォー・ポーズ」の推定では、カンボジアでは、年間200万～300万匹が食肉処理されているという。カンボジアでは、衣料品工場の月給が200ドル（約2万2000円）未満なのに対し、犬肉の供給業者は750～1000ドル（約8万2000～10万円）を稼ぐなど、待遇が良い。ただし、カンボジアは世界でも人の狂犬病の感染率が高く、政府の監督が行き届かない犬肉処理場の業者は、常に犬に噛まれる危険にさらされている。また、肉の処理場は不衛生なことが多く、病気に感染している犬肉が全国に出回る可能性も指摘されている。

## その他の地域の詳細

### 太平洋島嶼・オセアニア
ポリネシア、ミクロネシアの島々では犬は豚・鶏等とともに人間が植民する過程で持ち込まれたものである。ヨーロッパ人との接触以来犬を食用としており、現在も食用家畜として飼養しているところが少なくない。ただしウミガメや魚類よりその価値は低いとされる。多くは祭りなどハレの日の料理として、バナナやタロイモなどの葉に包んで地中に埋め、熱く焼いた石で蒸し焼きにされる。ハワイの民族料理として知られるカルア・ピッグはこの調理法を豚に置き換えたものである（ハワイアン・ポイ・ドッグ）。
西暦900年ごろにニュージーランドへたどり着いたマオリ人が連れてきた犬クリは、猟犬や番犬としてだけでなく、豚の代用として使用された。

### 北米
北米のインディアン民族は、コモン・インディアン・ドッグを始め、独自の労働犬を使役し、食用ともしてきた。スー族の「ユイピの儀式」など、犬食（鍋で煮る）が重要な意味を持つ儀式も多く、現在もこれらは行われている。

### 中南米
中南米には食用にするために育成されてきた犬種が多く存在する。アステカ帝国やマヤ、ペルーなどがその例である。日常食として食べられるもの（アステカ：現メキシコのテチチ）や緊急食として蓄えられたもの（マヤのコリマ・ドッグ）、儀式の際に神聖な料理に使われたり主人と埋葬するため生け贄として使われたもの（メキシコのイズクウィントリポゾトリ）などがある。又、初めは戦争の開始を知らせるための狗頭笛（くとうぶえ：犬の頭を用いて作った笛の一種）に使われたり、主人の死の際に棺に入れられ生け贄にされたり、食用にされるのに使われていたものの、すぐに別の民族にペットとして飼育されるようになった犬種も存在している（ペルーのペルービアン・ヘアレス・ドッグとペルービアン・インカ・オーキッド）。

### ヨーロッパ（欧州）
古代にはギリシャ・ローマにおいて常食されていたことがわかっている。ヒポクラテスは犬肉には薬効があるとして広く薦め、プリニウスも宗教儀礼にともない犬肉を食べていることを記している。
スイス人の3％は21世紀においても犬肉を食べるという統計があり、犬食人口は主にアッペンツェルやバーゼルなどのドイツ語圏の農民に集中している。 スイス国内での犬肉の流通は禁止されているが、消費する事自体は黙認されている。犬を食べる場合は自分で犬を買い、それを肉屋で処理して調理してから食べるか、飼い主自ら屠殺してハムやソーセージ又はラード状に加工して食べる。前者の場合はクリスマスなどの祝日のお祝い料理として出され、後者の場合は農場で産まれたロットワイラーやセント・バーナードなどの大型犬の子犬を間引きする際に行われる事が多い。ベルンなど都市部のレストランで料理として出される場合もある。
ドイツにもかつては犬肉屋が存在したが、1986年以降は流通が全面禁止になっている。それまでは食用から医薬用まで、様々な用途で利用されていた。

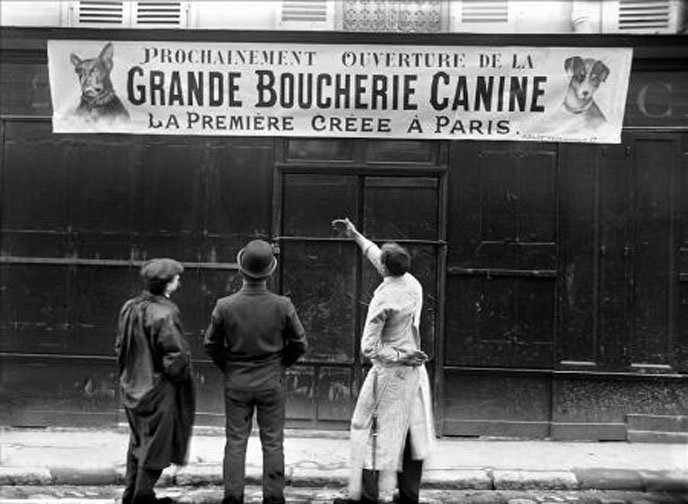
フランスパリ市内の犬肉店

フランスでは、パリで1910年頃に犬肉精肉店が開店したことや、横断幕で開店を示している例などが見受けられる。
この他20世紀初頭にパリ市郊外で発達したガンゲット（ダンスホールを兼ねる大衆食堂）において、ウサギ肉と称して実際は蚤の市に出入りする屑屋が拾い集めてきた犬や猫の肉を出す、という都市伝説も広まった。
イギリス人の多くは、交通や狩猟等の高速移動手段として重用された馬と共に、犬が他文化で食用にされている事に嫌悪感を抱く。この理由としてイギリスでは、牧羊や狩猟、上流階級の趣味の世界での生活の友として馬や犬の交配・品種改良の歴史が長く、人間社会で共存出来るような調教や躾が行き届いており、他の動物とは異なる扱いがされている点が挙げられる。
南極探検においてアムンセン隊がそり犬を食べていたとされる。これはイヌイットからソリ犬の扱いの手ほどきを受けた際に、緊急時の食料として弱ったりけがをして動けなくなった個体から食料と他のソリ犬の飼料として供すると同時に身軽にするためと教わったからである。また文化とはかかわりないが、同様にジェームズ・クックはその航海記の中で、急病の際にしかたなく犬を食べた事を記している。

### 中東・イスラム教圏
イスラム教の教義では、犬は不浄な生き物とされ、食することはおろか、触れることすら避けられる。そのため、常食する地域はほぼ見られないが、戦争などで食料が逼迫した場合は犬肉なども食されることがある。危機的状況になると、イスラム法学者が「犬などを食べても良い」とするファトワーを出すこともある。

## 犬食の忌避
畜産学者である田名部雄一岐阜大学名誉教授は、「犬（狗）肉食の忌避は、遊牧民を祖先として成立したと考えられる民族に多く見られる。例えば、現代のヨーロッパ人がそれである。また、狩猟をその手段としていた民族や人種にも犬（狗）肉食の忌避が存在する。（中略）これらの犬（狗）肉食の忌避が存在する集団は、いずれも、犬を生活の助手として必要としたという共通点がある。」と述べている。
近世まで純放牧生活を続けてきた中央アジア・モンゴル地域において犬を重要な益獣として食料にしない傾向がある。イスラム圏では(前述のように非常時の特例はあるが)宗教上の教義としてイヌを食料とすることが禁じられている。ユダヤ教ではカシュルートの規定があり、食のタブーになっている。

## 栄養
韓国の農村振興庁が、2016年に発表した「国家標準食品成分表」によると、（部位にも左右されるが）犬肉は100gあたりタンパク質は19.0g、脂質（脂肪）は20.2g、炭水化物は0.1g、カロリーは256kcalとなっており、非常に高タンパク質、かつ低脂肪で健康的な食品となっている。一方で、他の食肉に比べて、犬肉の栄養が格段に優れているわけではない。部位にも左右されるが、同じく「国家標準食品成分表」によると、鶏肉は100gあたりのタンパク質が27.8gで、犬肉よりもさらに多く、また脂肪は2.6gであり、犬肉の約10%である。さらに鶏肉のカロリーは106kcalとなっている。